# Jean-Noël Ferrari
Jean-Noël Ferrari (Nizza, 1974. szeptember 7. –) olimpiai, világ- és Európa-bajnok francia tőrvívó.